# Аполо 5
Аполо-5 (на английски: Apollo-5) – първи старт на космически кораб от серията „Аполо“ с лунен модул. Експерименталният полет е проведен в безпилотен режим.

## Задачи на полета
Мисията Аполо-5 се състои в изпитания на лунния модул в условията на открития космос. В частност се изпробват двигателите на модула предназначени за кацане и излитане след това. При това, степента за кацане е първата в която е използван ракетен двигател с регулируема тяга.

## Емблема
На емблемата е показан лунен модул в момент на отделянето на степента за кацане. Вдясно от модула е изобразена Луната. Емблемата е създадена в компанията Grumman Aircraft, която е проектирала и построила лунния модул.

## Полетът
Ракетата-носител Сатурн IB, полет „SA-204“ с лунния кораб (обща маса – 14 380 килограма) стартира на 22 януари 1968 г. в 22:48:09 UTC. Корабът достига орбита на изкуствен спътник на Земята с апогей 228 километра и перигей – 163 километра.
В програмата на полета е предвидено двукратно пускане на ракетния двигател с течно гориво за кацане на лунния модул, да се извърши разделяне на степените на лунния модул и да се симулира работата на двигателите при излитане на втората степен от повърхността на Луната.
Първото включване на РД е неуспешно: двигателят работи само 4 секунди вместо планираните 38 секунди. Двете следващи включвания преминават нормално. Изпитанията на двигателите за излитане след отделянето на прилуняващата степен също са успешни. Летателните изпитания на лунния модул на орбита на ИСЗ продължават 8 часа.